# 利鎮區 (明尼蘇達州莫里森縣)
利鎮區（英語：Leigh Township）是位於美國明尼蘇達州莫里森縣的一個行政鎮區。

## 歷史
利鎮區於1908年設立，得名自早期定居者約瑟夫·P·利（Joseph P. Leigh）。

## 地方資料
利鎮區的面積為93.35平方千米，當中陸地面積為93.14平方千米，而水域面積為0.21平方千米。根據2020年美國人口普查的數據，當地共有人口212人，而人口密度為每平方千米2.27人。